# Helmut Müller (Richter)
Helmut Leo Müller (* 29. September 1928; † 2. März 2014 in Würzburg) war ein deutscher Jurist. Er war Präsident des Bayerischen Landessozialgerichts.
Helmut Müller war Präsident des Sozialgerichts Würzburg vom 13. Juli 1978 bis 13. Juli 1984 und 17. Juli 1984 bis 16. Juli 1990. Er war Präsident des Bayerischen Landessozialgerichts in München vom 18. Juli 1990 bis zu seinem Ruhestand am 30. September 1993. Er war Mitglied des Bayerischen Verfassungsgerichtshofs.
1981 wurde Helmut Müller von Kardinal-Großmeister Maximilien Kardinal de Fuerstenberg zum Ritter des Ritterordens vom Heiligen Grab zu Jerusalem ernannt und am 14. November 1981 im Kölner Dom durch Franz Hengsbach, Großprior der deutschen Statthalterei, investiert. Er war zuletzt Großkomtur des Ordens.
Seit dem Studium war er Mitglied der katholischen Studentenverbindung KStV Walhalla Würzburg im KV.

## Auszeichnungen und Ehrungen
- Ritterschlag zum Ritter vom Heiligen Grab durch Kardinal-Großmeister Maximilien Kardinal de Fuerstenberg (1981)
- Verdienstkreuz am Bande des Verdienstordens der Bundesrepublik Deutschland (1986)[4]